# Marsaxlokk
Marsaxlokk är en kuststad och kommun på sydöstra Malta.
Marsaxlokk är ett traditionellt fiskeläge ungefär 30 minuter från huvudstaden Valletta. Staden kännetecknas av de traditionella maltesiska luzzu-fiskebåtarna.  Större delen av Maltas fiskfångst tas upp av fiskare från Marsaxlokk. Under vardagar säljs fisken på fiskmarknaden i Valletta, men på söndagar säljs fisken direkt på fiskmarknaden på kajen i Marsaxlokk. I staden finns också flera fiskrestauranger.

## Historia
Det var i Marsaxlokkbukten som de första fenicierna landsteg och grundade handelsstationer på Malta under 800-talet, och under belägringen av Malta användes Marsaxlokks hamn som ankarplats för den turkiska flottan.

## Galleri

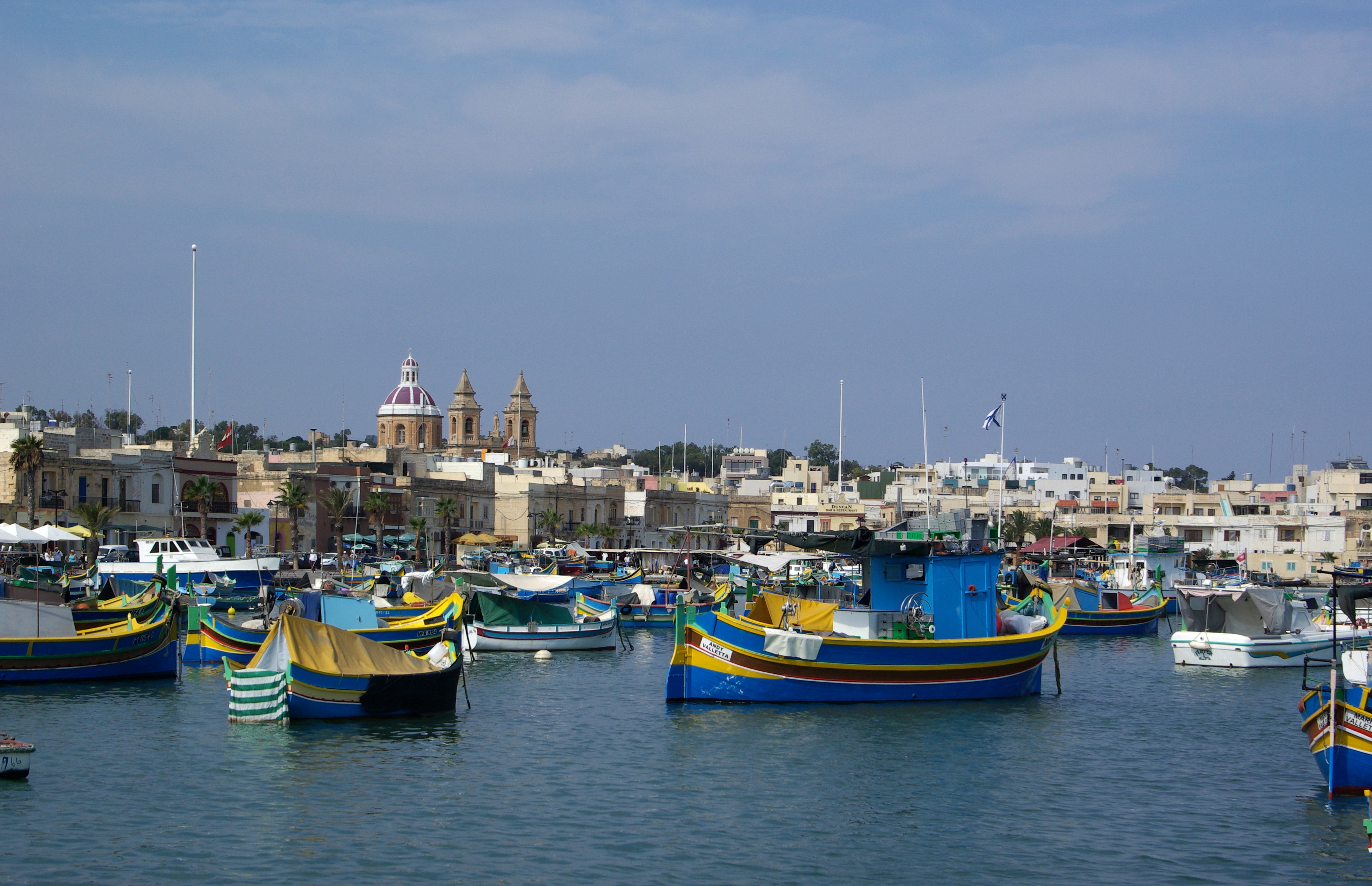
Hamnen i Marsaxlokk.
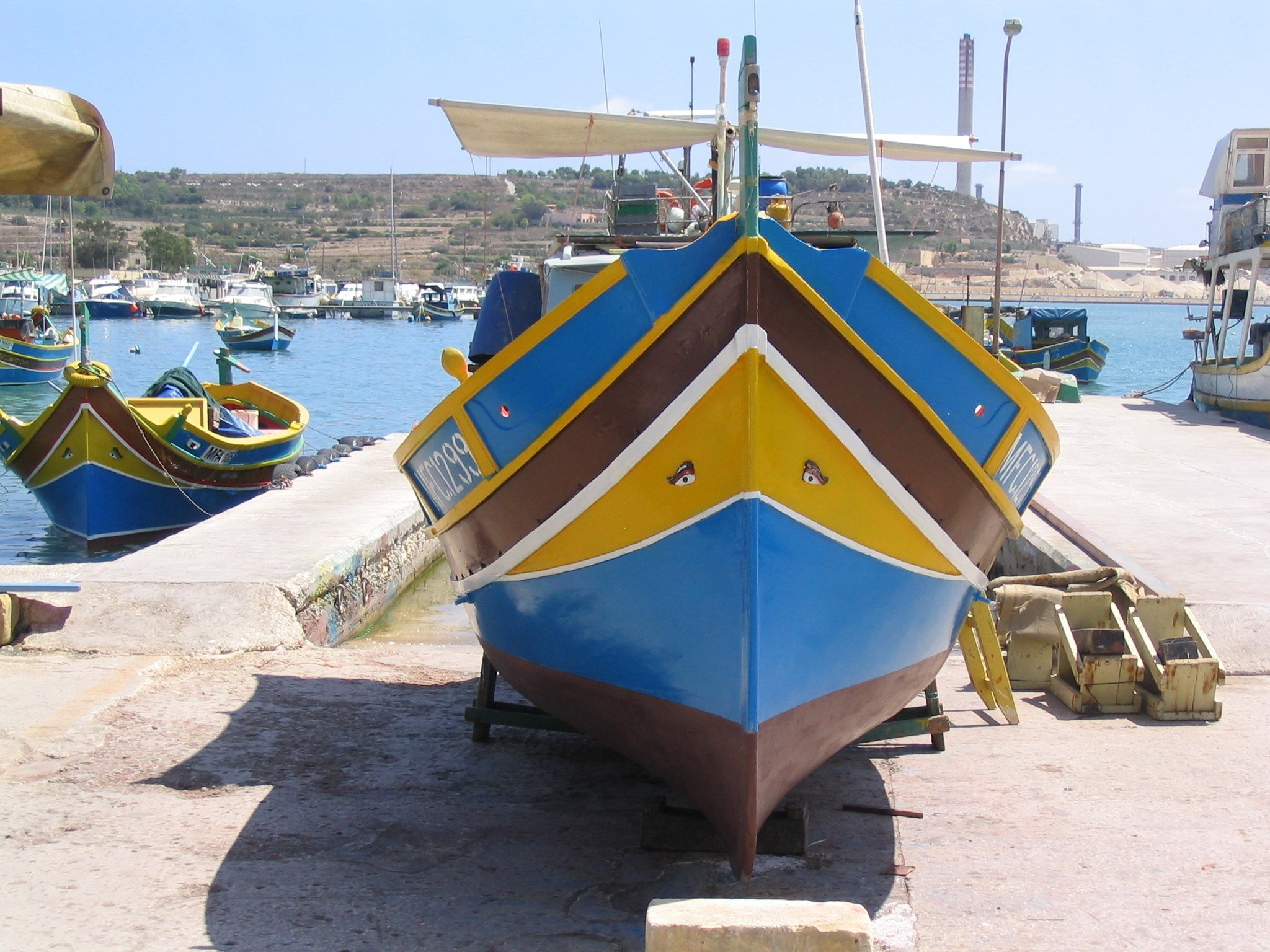
Luzzubåt i Marsaxlokks hamn.